# 5419 Бенуа
5419 Бенуа (5419 Benua) — астероїд головного поясу, відкритий 29 вересня 1981 року.
Тіссеранів параметр щодо Юпітера — 3,188.